# Zlatoglavica
Zlatoglavica (pečak, lat. Asphodeline), rod trajnica iz porodice čepljezovki raširen od Mediterana do Irana na Istok. Postoji 17 priznatih vrsta koje su po životnom obliku dvogodišnje bilje, gomoljasti geofiti i hemikriptofiti.
U Hrvatskoj rastu tri vrste, to su žuta (A. lutea), liburnijska (A. liburnica) i tauruska zlatoglavica (A. taurica)
Rod jer opisan 1830. godine

## Vrste
1. Asphodeline anatolica Tuzlaci
2. Asphodeline baytopiae Tuzlaci
3. Asphodeline brevicaulis (Bertol.) J.Gay ex Baker
4. Asphodeline cilicica Tuzlaci
5. Asphodeline damascena (Boiss.) Baker
6. Asphodeline globifera J.Gay ex Baker
7. Asphodeline liburnica (Scop.) Rchb.
8. Asphodeline lutea (L.) Rchb.
9. Asphodeline peshmeniana Tuzlaci
10. Asphodeline prismatocarpa J.Gay ex Boiss.
11. Asphodeline prolifera (M.Bieb.) Kunth
12. Asphodeline recurva Post
13. Asphodeline rigidifolia (Boiss. & Heldr.) Baker
14. Asphodeline sertachiae Tuzlaci
15. Asphodeline taurica (Pall. ex M.Bieb.) Endl.
16. Asphodeline tenuior (Fisch. ex M.Bieb.) Ledeb.
17. Asphodeline turcica Tuzlaci